# Johan Håstad
Johan Håstad, né en 1960, est un informaticien théorique suédois connu particulièrement pour son travail sur la complexité algorithmique. Il a obtenu deux fois le prix Gödel et une fois le prix Knuth.

## Biographie
Il a reçu son Bachelor of Science en mathématiques à l'université de Stockholm en 1981, son master à l'université d'Uppsala en 1984 et son Ph.D. en mathématiques du Massachusetts Institute of Technology en 1986, sous la direction de Shafi Goldwasser,.
Il est chercheur et professeur d'informatique théorique au Kungliga tekniska högskolan (KTH) de Stockholm depuis 1992. Il est membre de l'Académie royale des sciences de Suède depuis 2001.
Il est par ailleurs éditeur de plusieurs journaux, dont Theory of computing.

## Travaux
La thèse de Johan Håstad avait pour objet des bornes inférieures sur des problèmes de circuits booléens. Dans ce domaine, il est connu pour avoir introduit le switching lemma (en), dont l'un des corollaires est que la fonction parité n'est pas dans la classe de complexité appelée AC0. Ces travaux lui ont permis d'obtenir son premier prix Gödel. Il est aussi connu pour ses travaux sur l'inapproximabilité de certains problèmes algorithmiques, basés sur le théorème PCP.
Il a aussi été l'auteur de l'une de premières attaques du chiffrement RSA en 1985.

## Honneurs
Il a reçu le prix Gödel en 1994 et 2011 et le Doctoral Dissertation Award de l'Association for Computing Machinery en 1986, ainsi que d'autres prix.